# Международный совет архивов
Международный совет архивов (МСА; фр. Conseil international des archives) — международная неправительственная организация, которая существует для содействия международному сотрудничеству архивов и архивистов. Была создана в 1948 году под председательством Чарльза Самарана, тогдашнего директора Национального архива Франции. Членство открыто для национальных и международных организаций, профессиональных групп и отдельных лиц. На 2015 год Совет объединил около 1400 институциональных членов из 199 стран и территорий. Его миссия — способствовать сохранению, развитию и использованию мировых архивов.
Международный совет архивов поддерживает тесные партнерские отношения с ЮНЕСКО и является одним из основателей организации Blue Shield International, которая работает над защитой всемирного культурного наследия, которому угрожают войны и стихийные бедствия (базируется в Гааге).

## Заявление о миссии
Заявление о миссии МСА гласит: «Международный совет архивов (МСА) способствует эффективному управлению документами, сохранению, хранению и использованию мирового архивного наследия посредством представительства архивных документов и профессионалов в области архивов по всему миру. Архивы — невероятный ресурс. Они являются документальным побочным продуктом человеческой деятельности и, как таковые, незаменимыми свидетелями прошлых событий, лежащих в основе демократии, самобытности людей и сообществ и прав человека. Но они также хрупки и уязвимы. МСА стремится защищать и обеспечивать доступ к архивам посредством пропаганды, установления стандартов, профессионального развития и обеспечения диалога между архивистами, политиками, создателями и пользователями архивов. МСА — нейтральная неправительственная организация, финансируемая своими членами, которая действует через деятельность этого разнообразного членского состава. Более шестидесяти лет МСА объединяет архивные учреждения и специалистов-практиков по всему миру, чтобы выступать за надлежащее архивное управление и физическую защиту записанного наследия, разрабатывать авторитетные стандарты и передовые методы, а также поощрять диалог, обмен и передачу этих знаний и опыта через национальные границы».

## Организация
Состоит из тринадцати региональных отделений с разным уровнем активности, в том числе Карибского отделения (CARBICA), отделения Восточной и Южной Африки (ESARBICA), отделения Южной и Западной Азии (SWARBICA), Европейского отделения (EURBICA) и Тихоокеанского отделения (PARBICA). Североамериканское отделение (NAANICA) работает «виртуально» и участвует в собраниях Общества американских архивистов и Ассоциации канадских архивистов. МСА имеет двенадцать профессиональных секций, которые обеспечивают большую часть архивного контента и деятельности организации, включая Секцию архивного образования (SAE), Секцию архитектурных записей (SAR), Секцию деловых архивов (SBA), Секцию архивов литературы и искусства (SLA), Секцию местных, муниципальных и территориальных архивов (SLMT), Секцию спортивных архивов (SPO), Секцию архивов парламентов и политических партий (SPP) и Секцию университетов и исследовательских институтов (SUV).
Президиум совета расположен в квартале Маре III округа Парижа, на улице Фран-Буржуа, в здании французского национального архива.
Среди организаций-членов также, помимо прочих, Arxivers sense Fronteres («Архивы без границ»).
10 марта 2022 года Исполнительный комитет МСА приостановил отношения с тремя государственными архивными учреждениями Российской Федерации (Федеральным архивным агентством, Комитетом архивов при Правительстве Удмуртской Республики, Государственным комитетом архивов Республики Татарстан) и Департаментом по архивам и делопроизводству Министерства юстиции Республики Беларусь «в свете вооружённой агрессии против Украины Правительством Российской Федерации при поддержке Республики Беларусь».

## Мероприятия
МСА публикует обзор «Comma», который выходит один или два раза в год и включает материалы на языках Организации Объединенных Наций, а также на немецком языке.
Каждый четвертый год МСА проводит крупный международный конгресс. В последние годы они проводились в Вене (2004), Куала-Лумпуре (2008), Брисбене (2012) и Сеуле (2016). Следующий Конгресс МСА должен состояться в Абу-Даби в 2023 году (отложен с 2020 года из-за пандемии COVID-19). До 2011 года МСА также проводил ежегодные встречи CITRA, Международной конференции Круглого стола по архивам, в которой участвовали руководители национальных архивных учреждений, президенты национальных профессиональных ассоциаций и секций, отделений и комитетов МСА. Последние три встречи CITRA были проведены на Мальте (2009); в Осло, Норвегия (2010) и Толедо, Испания (2011). После CITRA в Толедо МСА заменил собрания CITRA ежегодной конференцией. Первые три ежегодные конференции проходили на европейских площадках: в Брюсселе (2013), Жироне (2014) и Рейкьявике (2015). Затем последовали ежегодные конференции в Мехико в 2017 году, Яунде в 2018 году и Аделаиде в 2019 году перед отложенным Конгрессом в Абу-Даби.

### ISAD (G)
В 1993 году Международный совет архивов одобрил первый проект ISAD (G) (Общее международное стандартное описание архивов), призванное стать стандартом для элементов, которые должны быть включены в реестр средств поиска архивных документов, созданных корпорациями, отдельными лицами и семьями.
Пересмотренная версия, известная как ISAD (G) 2, была выпущена в 2000 году.